# Rozetki Flexnera-Wintersteinera

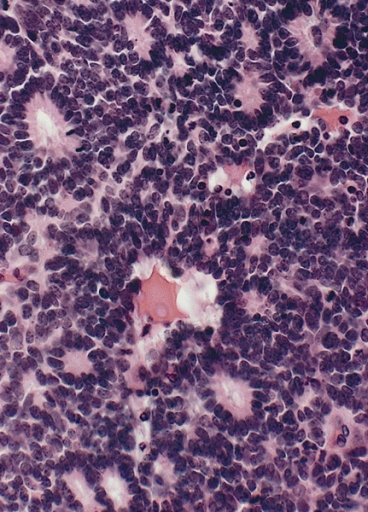
Rozetki Flexnera-Wintersteinera w preparacie siatkówczaka, barwienie H-E

Rozetki Flexnera-Wintersteinera (ang. Flexner-Wintersteiner rosette) – grupy komórek nowotworowych tworzących uporządkowane układy przypominające rozetki. Opisywane w siatkówczakach (retinoblastoma), szyszyniakach zarodkowych (pineoblastoma) i nabłoniakach rdzeniakowych (medulloepithelioma). Opisali je amerykański patolog Simon Flexner w 1891 roku, i austriacki okulista Hugo Wintersteiner w 1897 roku.